# ألبر سوناشوغلو

صورة للسباح

ألبر سوناشوغلو هو سباح تركي من قبرص الشمالية، وهو صاحب الرقم القياسي لقطع المسافة بين تركيا وقبرص الشمالية (75 كم).
سوناشوغلو كسر الرقم القياسي للسباحة من تركيا إلى فبرص الشمالية التابع لـ«إرسن أيدن» الذي سبح نفس مسافة الـ75 كم سنة 1974 في 34 ساعة.
قال سوناشوغلو أن هدفه كان أن يثبت كم هما قريبتان الدولتين. وقال إنه لم يستعمل قفص مثل إرسن أيدن كي يثبت أن البحر الأبيض المتوسط نظيف وآمن.